# Université Ashesi
L'université Ashesi (en anglais : Ashesi University) est une université privée ghanéenne située à Berekuso, au nord-est d'Accra.

## Enseignants notables
- Ayorkor Korsah